# Bandeira 2 (trilha sonora)
Bandeira 2 é a trilha sonora da telenovela homônima da Rede Globo. Exibida entre 28 de outubro de 1971 e 15 de julho de 1972, a trilha sonora lançada pela gravadora Som Livre, conta com interpretações de vários cantores, como Maysa Cláudya e Marlene .

## Faixas
| #  | Título                      | Intérprete                |
| -- | --------------------------- | ------------------------- |
| 1  | Martin Cererê               | Zé Catimba e Brasil Ritmo |
| 2  | Palavras Perdidas           | Maysa                     |
| 3  | Em Cada Verso Em Cada Samba | Juan de Bourbon           |
| 4  | Muralhas da Adolescência    | Sandra                    |
| 5  | Tema de Tucão               | Orquestra Som Livre       |
| 6  | Desacato                    | Cláudya                   |
| 7  | Não Nasci Pra Jogador       | Betinho                   |
| 8  | Bandeira 2                  | Marília Pêra              |
| 9  | Rainha da Gafiera           | Jacyra                    |
| 10 | Pago Pra Ver                | Orquestra Som Livre       |
| 11 | Retirante                   | Catulo de Paula           |
| 12 | Você Não Tá Com Nada        | Marlene                   |
| 13 | Sem Volta                   | Jacks Wu                  |
| 14 | Navegante Apolinário        | Pedrinho Rodrigues        |